# Kralji ulice
Kralji ulice je slovenski časopis za brezdomstvo in sorodna socialna vprašanja. 
Časopis vsebuje življenjske zgodbe, anekdote, pripovedi, refleksije, razmišljanja, slikovno gradivo, pesmi, strokovne prispevke, poročila in druga gradiva, ki iz različnih zornih kotov osvetljujejo brezdomstvo na Slovenskem.
Prodaja časopisa poteka na ulicah, prodajalci so brezdomci. Polovico zneska od nakupa časopisa pripada njim (cena časopisa je 2€). Prodaja časopisa se je začela na področju Ljubljane, z drugo številko se je začela distribucija in prodaja tudi v Mariboru ter kasneje tudi v drugih krajih po Sloveniji. Za distribucijo časopisa brezdomcem - prodajalcem - skrbijo ustanove in organizacije, ki se z njimi dnevno srečujejo - zavetišča, dnevni centri in ostali.